# Nebelwerfer
En Nebelwerfer ((tysk): "tågekaster") var en tysk raketkaster fra 2. verdenskrig – en type raketartilleri – udviklet i 1930'erne og brugt mod landmål. Raketterne udsendte en høj hylende lyd, som førte til at de amerikanske soldater kaldte våbnet for "the Screaming Meemie" og "Moaning Minnie"[kilde mangler].

## Udgaver
Våbnet fandtes i følgende udgaver:

### 10 cm Nebelwerfer 35
Tekst mangler, hjælp os med at skrive teksten

### 10 cm Nebelwerfer 40
Tekst mangler, hjælp os med at skrive teksten

### 15 cm Nebelwerfer 41
Tekst mangler, hjælp os med at skrive teksten

### 28/32 cm Nebelwerfer 41
Tekst mangler, hjælp os med at skrive teksten

### 21 cm Nebelwerfer 42
Tekst mangler, hjælp os med at skrive teksten

### 30 cm Nebelwerfer 42
Tekst mangler, hjælp os med at skrive teksten

### 8 cm Raketen-Vielfachwerfer
Tekst mangler, hjælp os med at skrive teksten

### Panzerwerfer
Nebelwerfer monteret på halvbæltekøretøjer fik betegnelsen Panzerwerfer. 

### Luft-til-luft udgave(Werfer-Granate 21)
Tekst mangler, hjælp os med at skrive teksten
- Fronten af en Nebelwerfer 41.
- Bagende af en Nebelwerfer 41.
- Nebelwerfer 41 fra siden indendørs
- Nebelwerfer 41 fra siden udendørs